# Thugs Get Lonely Too
«Thugs Get Lonely Too» — перший сингл Тупака з його посмертного альбому Loyal to the Game, записаний сумісно з R&B-виконавцем Nate Dogg.
Оригінальна версія трека була записана у 1994 році, і спродюсована учасниками гурту Live Squad, містить семпл «If I Was Your Girlfriend» американського виконавця Prince.

## Доріжки
- CD

1. «Thugs Get Lonely Too» (Radio Edit) — 4:03

- 12"

Сторона А
1. «Thugs Get Lonely Too» (Radio Edit) — 4:03
2. «Thugs Get Lonely Too» (Clean Version) — 4:49
3. «Thugs Get Lonely Too» (LP Version) — 4:48
4. «Thugs Get Lonely Too» (Instrumental) — 4:48

Сторона Б
1. «Hennessey» (Remix Clean Version) — 3:18
2. «Hennessey» (Remix LP Version) — 3:18
3. «Hennessey» (Remix Instrumental) — 3:18